# Сиверский (аэродром)
Си́верский — военный аэродром в Гатчинском районе Ленинградской области, расположенный в посёлке Сиверский.
В качестве военного аэродрома может принимать самолёты Ил-76, Ту-134 и все более лёгкие, а также вертолёты всех типов.
Планируемая площадка для грузовой и гражданской авиации.

## История

### Предвоенный период, Великая Отечественная война

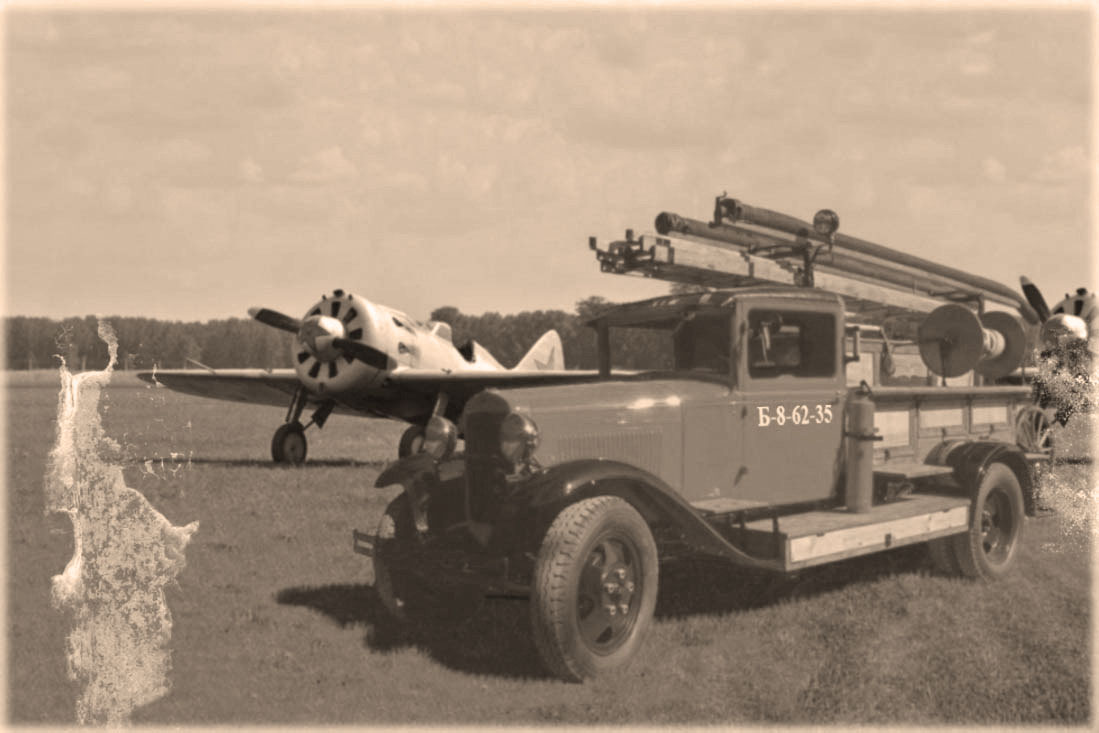
И-16 на лётном поле. На переднем плане — ГАЗ-АА ПМГ-1

Аэродром в посёлке Сиверский был построен в 1936—1937 годах; изначально имел грунтовое покрытие.
В 1937—1941 годах здесь базировались истребители И-153, И-16. В апреле 1938 года здесь был сформированы 35-й скоростной бомбардировочный авиаполк (35 сбап) и 50-й скоростной бомбардировочный авиаполк (50 сбап) — бомбардировщики СБ, принявшие участие в Польском походе РККА. Позже они совершали вылеты в ходе Финской войны. 35 сбап был включён в Особую авиагруппу (ОАГ); его СБ вылетали из Сиверского с задачей разрушения портов в Ботническом заливе и железнодорожных узлов на территории Финляндии. В 1939 году здесь формируется 10-й скоростной бомбардировочный авиаполк— бомбардировщики СБ; также принимавший участие в Финской войне. В это время в Сиверском базируется 9-я железнодорожная кислородная станция, обеспечивающая высотные полёты.
В январе 1940 года 35-й сбап убыл на территорию Эстонии, аэродром Синалепа. 9-я железнодорожная кислородная станция тоже убывает в Эстонию, на аэродром Тарту. 50-й сбап базировался в Сиверском до декабря 1940 года, когда был перебазирован, на сей раз, в Эстонскую ССР — аэродром Унгра (Хаапсалу).
В Сиверском к началу Великой Отечественной войны находились бомбардировщики СБ 10-го сбап и истребители, принявшие участие в боях лета 1941 года.
1 августа 1941 года на аэродроме начал свое формирование 429-й истребительный авиационный полк ПВО в составе 7-го истребительного авиакорпуса ПВО на основе кадров 153-го, 46-го и 26-го истребительных авиационных полков.
30 июня здесь совершил посадку дальний бомбардировщик ДБ-3 1-го минно-торпедного авиаполка КБФ, (командир — лейтенант Леонов), получивший повреждения при нанесении удара по группировке немецких войск в районе города Двинск. После устранения техниками ряда повреждений, 2 июля ДБ-3 улетел на своё место базирования — аэродром Беззаботное.
В течение всего августа 1941 года по аэродрому Сиверский наносит удары германская 26-я эскадра тяжёлых истребителей (ZG 26), двухмоторные истребители Bf 110, вылетавшие с площадки подскока Зарудинье (100 км к востоку от Чудского озера).
5 сентября 1941 года личный состав полка эвакуирован из Ленинградской области в Учебно-тренировочный центр ВВС Ленинградского фронта на аэродром Мотурино (город Череповец Вологодской области).
После оставления территории Красной армией 28 августа 1941 года аэродром использовался немецкой авиацией.
5 сентября 1941 года сюда прибывают Bf 109 54-й истребительной эскадры люфтваффе.
С 17 сентября 1941 года главными задачами 54-й истребительной эскадры люфтваффе её командование устанавливает вылеты на «свободную охоту».
В этот же день в Сиверский прибывают штаб, I и II группы 77-й бомбардировочной эскадры люфтваффе, бомбардировщики Ju 88A.
В октябре 1941-го здесь базировались:

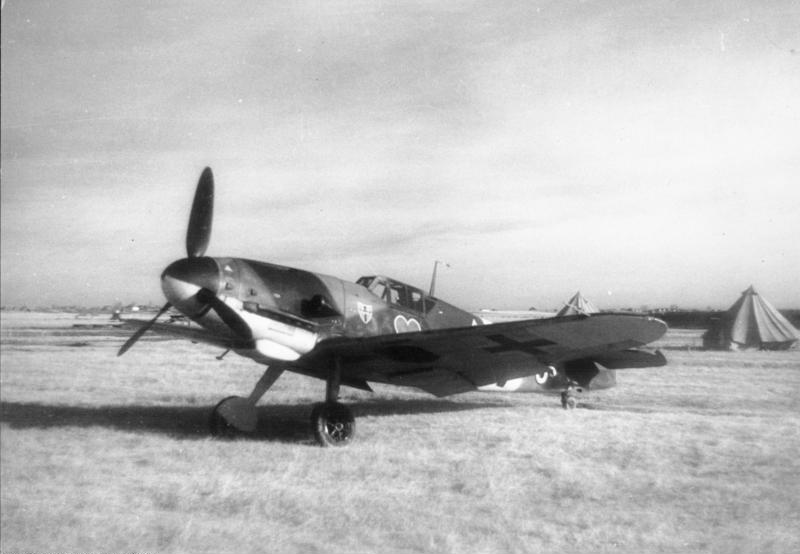
Bf 109 III группы 54-й истребительной эскадры «Зелёное сердце»

- I и III группы, дополнительная истребительная группа 54-й истребительной эскадры люфтваффе JG 54 (5./JG54),«Grünherz», истребители Bf 109 и FW -190, сопровождавшие бомбардировщики при налётах на Ленинградский фронт и вылетавшие на свободную охоту;
- I группа 77-й бомбардировочной эскадры люфтваффе, бомбардировщики Ju 88A[8], совершавшие налёты на Ленинградский фронт[10][11].

29 октября аэродром Сиверский был включён в число главных задач 1-го минно-торпедного авиаполка КБФ, совершившего до конца года 64 самолёто-вылета в сумме с двумя другими главными задачами — аэродромами Псков и Дно.
В начале ноября разведывательной аэрофотосъёмкой ВВС Ленинградского фронта на лётном поле Сиверского аэродрома помимо постоянно базировавшихся здесь германских самолётов были замечены дополнительные 40 бомбардировщиков Ju 88; прибывших на «аэродром подскока» для большой бомбардировки «колыбели революции» 7 ноября 1941 года. А. Ждановым на основе этой информации был поднят вопрос о предотвращении налётов люфтваффе на Ленинград в дни революционного праздника. Штаб ВВС фронта разработал план ударов по аэродромам противника — в том числе и по Сиверскому; была произведена доразведка целей и, 6 ноября, в 11.25 семь самолётов Пе-2 (командир — майор В. Сандалов), в сопровождении десяти МиГ-3 с высоты 2500 м сбросили бомбы на аэродром Сиверский. Вслед за ними удар по аэродрому нанесла шестёрка штурмовиков Ил-2 174-го штурмового авиаполка в сопровождении десяти истребителей И-153, подавлявших зенитную артиллерию и обстрелявших стоянки самолётов. Через два с половиной часа ещё семь Пе-2 вновь сбросили бомбы на аэродром Сиверский. Сообщается об уничтожении и повреждении примерно по 20 немецких самолётов.
Штурмовики Ил-2 174-го штурмового авиаполка (с марта 1942 года — 15-го гвардейского штурмового авиаполка) в ноябре и позже — до весны 1942 года неоднократно совершали налёты на аэродром Сиверский — «осиное гнездо» 54-й истребительной эскадры люфтваффе.
В январе 1943-го на аэродроме находились:
- II группа 54-й истребительной эскадры люфтваффе, истребители FW 190;
- I группа 5-й эскадры пикирующих бомбардировщиков люфтваффе, пикирующие бомбардировщики Ju 87;
- VIII группа авиаразведки, разведывательные самолёты FW 189;
- 12-я курьерская эскадрилья, связные самолёты Fi 156 «Storch»[10][11].

С августа 1943 года по январь 1944-го в Сиверском базируется 1-я эскадрилья 200-й эскадры ночных истребителей, (1./NJG 200), двухмоторные истребители Bf 110.
С 14 января 1944 года аэродром Сиверский подвергался периодическим ударам авиации Ленинградского фронта и Балтийского флота в ходе проведения операции советских войск «Январский гром» по окончательному снятию блокады Ленинграда.
30 января 1944 года Сиверский был освобождён Красной армией. При уходе отсюда лётное поле было повреждено немецкими сапёрами, устроившими многочисленные воронки; площадь повреждений достигала 200 га. Несмотря на это, за счёт частичного использования территории в феврале — мае на аэродроме базировались пикирующие бомбардировщики Пе-2 276-й бомбардировочной авиационной Гатчинской дважды Краснознамённой орденов Суворова и Кутузова дивизии. К лету 1944 года лётное поле было полностью восстановлено.

### Мирный период СССР

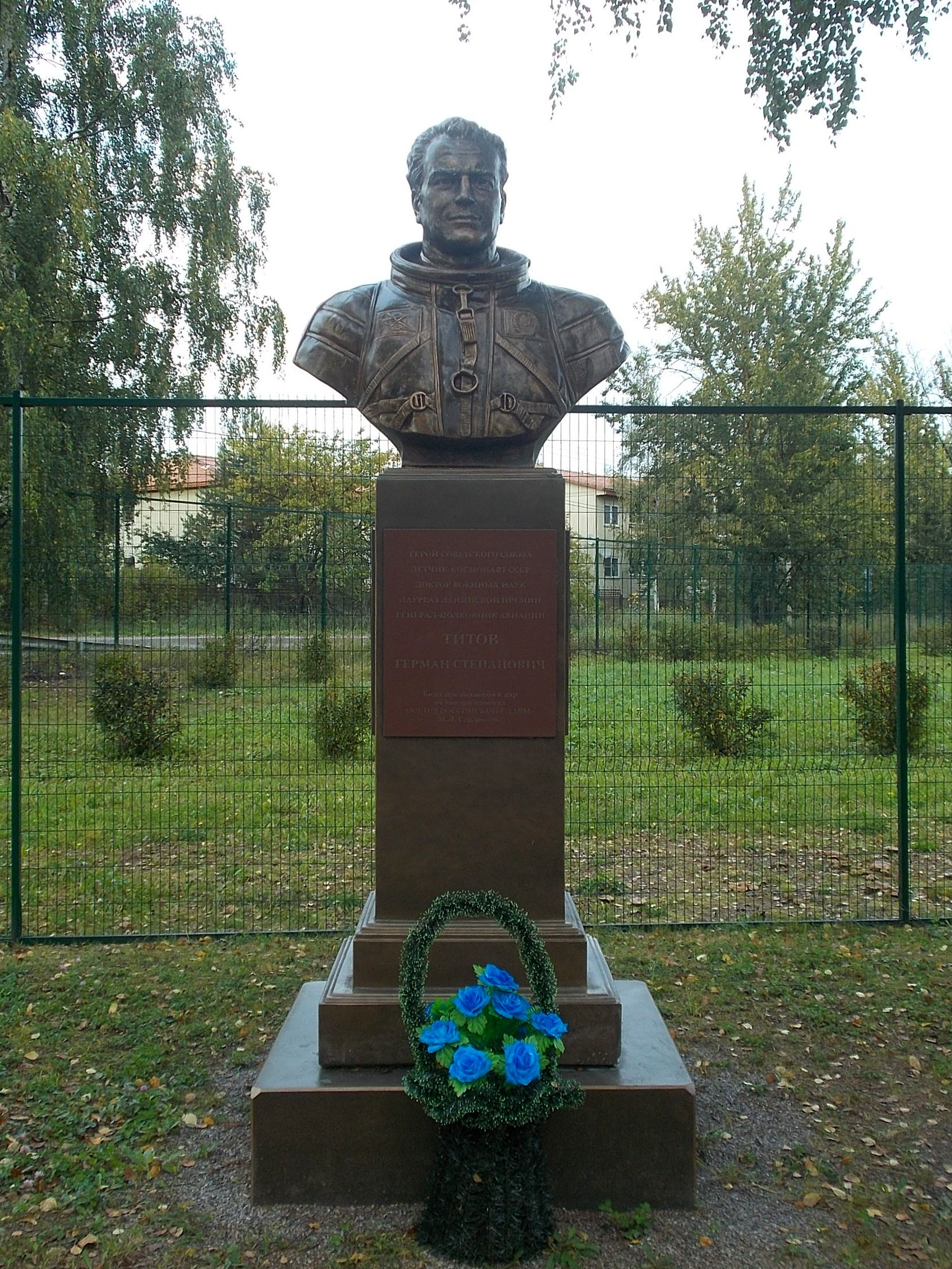
Памятник космонавту Титову недалеко от аэродрома

С 1947 года на аэродроме базировался 927-й Кенигсбергский ордена Александра Невского истребительный авиационный полк 330-й истребительной авиационной дивизии на самолётах Ла-7. В течение 1950 года лётчики переучились на самолёты МиГ-15. В марте 1952 года полк убыл в Венгрию.
В 1951 и 1961 годах лётное поле расширялось; в 1954—1957 годах была построена взлётно-посадочная полоса с искусственным покрытием (ИВПП). На аэродром прибыли истребители Су-7.
В 1957—1960 годах здесь проходил службу будущий «космонавт № 2» Герман Титов.
Авиаполк на аэродроме Сиверский Гатчинского района Ленинградской обл. был сформирован в августе-декабре 1968 г., как авиационный полк истребителей-бомбардировщиков (67 апиб). 8 декабря 1968 г. полк приступил к полетам на самолётах МиГ-17.
В 1970 году на аэродроме были построены арочные укрытия для самолётов (истребителей и истребителей-бомбардировщиков).
15 июля 1975 г. личный состав полка начал и в 1976 г. полностью переучился на истребители-бомбардировщики Су-17М2.
В 1977 году построена запасная ИВПП; произведено удлинение основной ИВПП, которая в результате упёрлась южным порогом в деревню Межно, разделённую теперь концевой полосой безопасности на две части.
2 апреля 1981 года произошло возгорание силовой установки на только взлетевшем истребителе-бомбардировщике Су-17М2, пилот майор Нестеров В. П.. Ценой собственной жизни лётчик предотвратил падение самолёта на находящуюся в пределах полосы воздушных подходов аэродрома Сиверский деревню Куровицы, уведя падающий самолёт в сторону от деревни. На месте гибели майора Нестерова В. П. был поставлен памятный знак.
С 1983 по 1987 год в 67-м апиб проходил службу будущий Герой Российской Федерации, заслуженный летчик-испытатель РФ Сергей Богдан.
В июле-августе 1989 г. 67-й апиб был переформирован в 67-й бомбардировочный авиационный полк. Первые 10 фронтовых бомбардировщиков Су-24 произвели посадку на аэродроме Сиверский 28 июля. В августе части вручено Боевое Знамя. 4 сентября того же года полк приступил к полетам на новой авиационной технике.
Боевая подготовка лётного состава 67-го бап производилась стрельбой, пуском ракет и бомбометанием на сухопутном и морском мишенных полях полигона Кингисепп (соответственно 78 и 118 км на запад от аэродрома).

### Российская Федерация
1 июня 1992 г. полк начал теоретическое переучивание на самолёт Су-24М, а 5 июня с аэродрома Воронеж прибыли первые пять самолётов Су-24М. 7 июля 1992 г. лётчики 67 бап во главе с командиром дивизии полковником В. П. Чёрным выполнили перелет на 20 самолётах Су-24М с аэродрома Шпротава Северной группы войск (Польша) на аэродром Сиверский. Самолёты и часть летчиков вошли в состав полка. Личный состав 67 бап приступил к практическому переучиванию на самолёты Су-24М. В июле 1993 г. лётный состав начал освоение наиболее сложного вида боевой подготовки — дозаправки топливом в воздухе.
В 1996 году основная ИВПП была удлинена до сегодняшних размеров пристройкой к северному порогу «кармана».
До 2009 года на аэродроме базировался 67-й бомбардировочный авиаполк (фронтовые бомбардировщики Су-24М) 6-й армии ВВС и ПВО, а также части обеспечения полётов — авиационно-техническая база, отдельный батальон радиотехнического обеспечения.
Аэродром использовался военно-транспортной авиацией в ходе перевозки личного состава ДКБФ между Санкт-Петербургом и Балтийском (Калининградская область).
С 2000 по 2002 год в полку проходил службу будущий лётчик-испытатель 1 класса РСК «МиГ» Сергей Викторович Рыбников.
15 сентября 2005 года здесь производила посадку для дозаправки группа самолётов, совершавшая перелёт над Балтийским морем на аэродром Чкаловск Калининградской области, в ходе которого один из самолётов (Су-27 майора В. Троянова) сбился с пути и упал на территории Шакяйского района Литвы, в 55 километрах от Каунаса; падение не привело к жертвам или разрушениям, но вызвало международный скандал.
В 2006 году на аэродроме Сиверский находилась эскадрилья Су-27, обеспечивавшая безопасность Петербургского саммита большой восьмёрки.
В августе 2007 года летчики и самолёты 67-го бап были задействованы в учениях сил ПВО СНГ «Боевое содружество-2007». В ходе учений экипаж отсюда вылетал в Белоруссию; на аэродром Сиверский приземлялся Су-24 Белорусских ВВС. В сентябре 2007 года 20 самолётов Су-24М с вооружением перелетели в Воронежскую область, где нанесли удар по учебным целям и приземлились на внебазовом аэродроме. После дозаправки и вооружения, полк атаковал цели на другом полигоне.

При переходе на новый облик Российской армии 67-й бап был расформирован, самолёты частично (12 бортов) были перегнаны в Мончегорск;

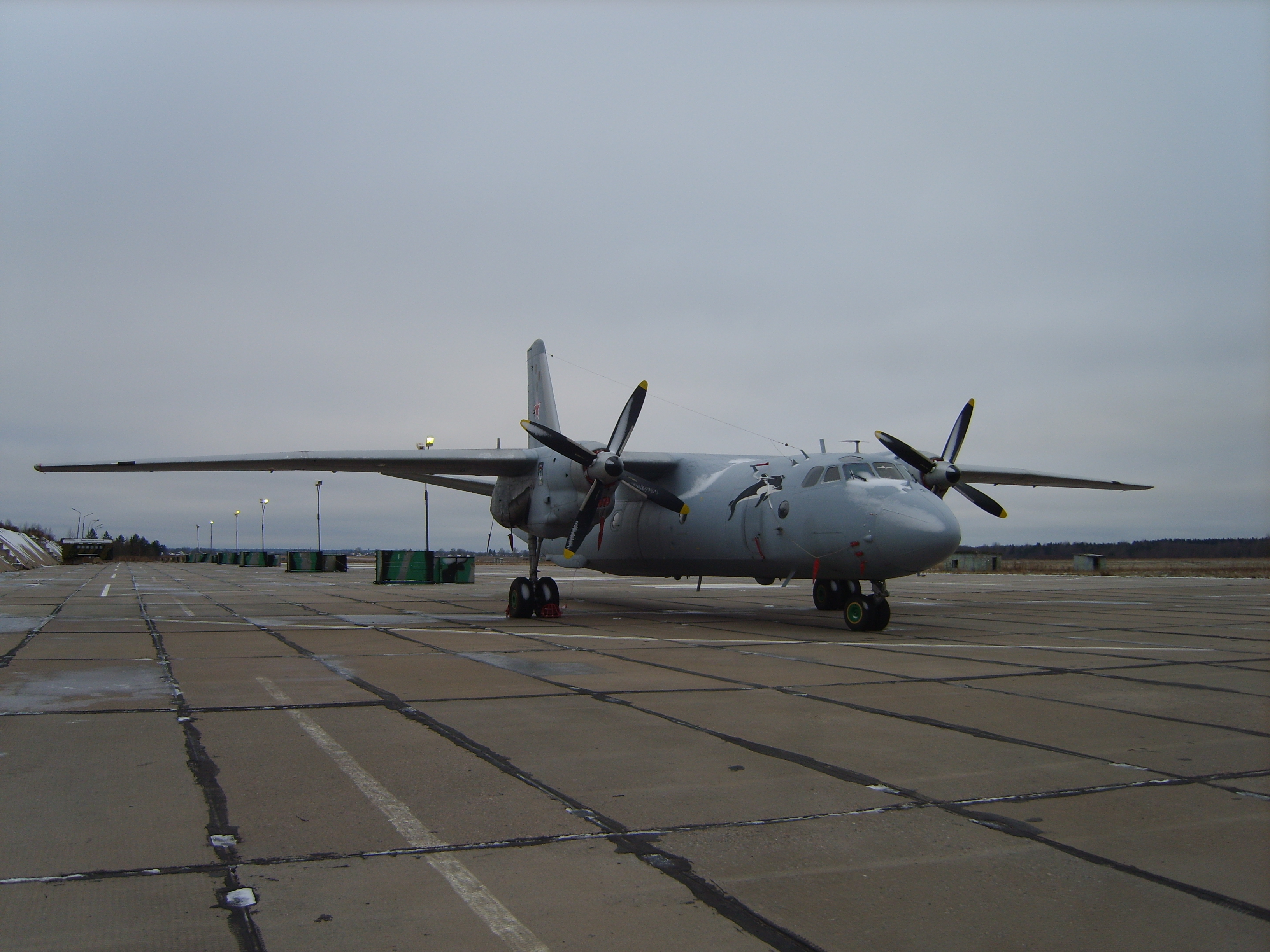
С осени 2009 года полёты авиаполка больше не проводились; один из редких «гостей» комендатуры — Ан-26 Черноморского флота на ТППС аэродрома Сиверский

 оставшиеся здесь военнослужащие БАП и батальона РТО были переведены в авиационно-техническую базу, переформированную в авиационную комендатуру со значительным сокращением штата. Задачи авиационной комендатуры — охрана и содержание аэродрома, обеспечение взлёта/посадки отдельных самолётов и вертолётов.
В 2011 году служебно-техническая застройка аэродрома частично предоставлена «выселяемым» из Санкт-Петербурга складам авиационно-технического имущества.
В августе 2011 года на аэродроме проводились полёты прилетевшего из Хотилово (Тверская область) звена из четырёх истребителей МиГ-31ДЗ, прибывшего для выработки «лишних» запасов авиационного топлива.
Неоднократно в обществе поднимались вопросы об использовании аэродрома Сиверский деловой авиацией, о реконструкции с постройкой терминала Пулково-III. Развития данные вопросы пока не получили.
Министерством обороны было принято решение о расформировании авиационной комендатуры с 1 марта 2013 года; с приходом на пост Министра обороны Сергея Шойгу данный вопрос был заторможен, но не снят. Формально комендатура переведена в Горелово. Несмотря на объявленную в августе 2013 года предстоящую реконструкцию структуры ВВС с отменой «сердюковских баз» и восстановлением «сети аэродромов», возвращение Сиверского аэродрома в число действующих аэродромов ВВС РФ не предвидится.
Зимой 2012—2013 на аэродроме базировался Гатчинский АСК ДОСААФ, самолёт Л-410УВП, проводились парашютные прыжки.
Во время внезапной проверки боеготовности ВВС Западного военного округа в конце мая 2013 года бывшие самолёты 67 БАП Су-24М из авиагруппы Мончегорск и самолёты Су-27П из авиагруппы Бесовец в течение нескольких дней выполняли боевое маневрирование над аэродромом Сиверский.
В декабре 2013 года на лётном поле аэродрома Сиверский появились танки — находящийся до этого момента в удовлетворительном состоянии аэродром был выделен для проведения подразделениями гусеничной боевой техники репетиции намечаемого в начале 2014 года военного парада, посвящённого 70-летию снятия блокады Ленинграда, но затем получили запрет на порчу основной ИВПП и использовали только рулёжные дорожки и запасную ИВПП. Опустевшие казармы были предоставлены для размещения танкистов.
В июне 2014 года появились сообщения, что в Петербурге планируется построить отдельный аэропорт для низкобюджетных перевозчиков. В качестве наиболее подходящих из площадок рассматривается военный аэродром Сиверский. Среди плюсов Сиверского — наличие взлётно-посадочных полос, транспортная доступность, развитость воздушных подходов. Однако пока Минобороны не дало согласия о включении аэродрома в реестр гражданских.
В июле 2016 года во время лётно-тактических учений аэродром Сиверский использовался 549-м отдельным вертолётным полком. Вертолёты производили полёты на полигон Кингисепп.
По состоянию на 2016 год на аэродроме Сиверский дислоцирована часть 333 радиотехнического полка. Самолёты фронтовой авиации регулярно осуществляют маневрирование над аэродромом. Аэродром находится в собственности МО.
В 2017 году появилась информация о том, что на базе военного аэродрома может появиться аэропорт Ленинградской области — земля перешла от Министерства обороны РФ в собственность субъекта. При этом предполагается совместное использование военными и гражданскими самолётами.
До 2030 года планируется создание аэропорта. Дорожная карта будет реализована в 3 этапа:
1. Создание карго-аэропорта (грузовая авиация)
2. Бизнес-авиация
3. Создание площадки для компаний лоу-костеров.